# Sigo enamorada de ti
«Sigo enamorada de ti» es una canción interpretada por la cantante española Edurne, versión en castellano del tema «Hopelessly devoted to you» de la película Grease.
Fue lanzada el 29 de agosto de 2008 mediante la publicación del vídeo musical a través de YouTube, confirmando así que sería el segundo sencillo de su tercer álbum Première.

## Vídeo musical
El vídeo sigue las mismas marcas que el de Un poco de amor, ya que fue rodado en el mismo lugar (Nueva York) y con pocos días de diferencia. Pero, sin embargo, este videoclip es mucho más íntimo y transcurre más lentamente.